# 巴格费尔德-施泰根
巴格费尔德-施泰根是德国石勒苏益格－荷尔斯泰因州的一个市镇。总面积17.81平方公里，总人口2942人，其中男性1495人，女性1447人（2011年12月31日），人口密度165人/平方公里。